# USS Hull (DD-350)
USS Hull (DD-350) là một tàu khu trục lớp Farragut được Hải quân Hoa Kỳ chế tạo vào giai đoạn giữa hai cuộc thế chiến. Nó là chiếc tàu chiến thứ ba của Hải quân Hoa Kỳ được đặt tên theo Thiếu tướng Hải quân Isaac Hull (1773-1843), người tham gia cuộc Chiến tranh 1812. Hull đã có mặt tại Trân Châu Cảng vào lúc diễn ra cuộc tấn công Trân Châu Cảng châm ngòi chiến tranh tại Thái Bình Dương, và đã phục vụ cho đến khi bị đắm trong một cơn bão tại Philippines vào năm 1944. Nó được tặng thưởng 10 Ngôi sao Chiến trận do thành tích phục vụ trong chiến tranh.

## Thiết kế và chế tạo
Hull được đặt lườn vào ngày 7 tháng 3 năm 1933 tại Xưởng hải quân New York. Nó được hạ thủy vào ngày 31 tháng 1 năm 1934, được đỡ đầu bởi cô Patricia Louise Platt; và được đưa ra hoạt động vào ngày 11 tháng 1 năm 1935 dưới quyền chỉ huy của Hạm trưởng, Trung tá Hải quân R. S. Wentworth.

## Lịch sử hoạt động

### Trước chiến tranh
Sau chuyến đi chạy thử máy đưa nó đến vùng quần đảo Azores, Bồ Đào Nha và quần đảo Anh, Hull lên đường đi San Diego, California, ngang qua kênh đào Panama, đến nơi vào ngày 19 tháng 10 năm 1935. Nó bắt đầu hoạt động cùng Hạm đội Thái Bình Dương ngoài khơi San Diego, tham gia các cuộc thực tập chiến thuật và huấn luyện. Trong mùa Hè năm 1936 nó đi đến Alaska, và vào tháng 4 năm 1937 đã tham gia tập trận hạm đội tại vùng biển Hawaii. Trong một giai đoạn mà sự căng thẳng quốc tế ngày càng gia tăng trước chiến tranh, nó thường xuyên hoạt động như tàu canh phòng máy bay cho các tàu sân bay hải quân tại Thái Bình Dương. Nó tiếp tục các hoạt động này cho đến khi chiến tranh nổ ra, đã chuyển đến cảng nhà mới ở Trân Châu Cảng vào ngày 12 tháng 10 năm 1939.

### Thế Chiến II
Nhịp điệu hoạt động tuần tra, huấn luyện và tập trận thường lệ bị chấm dứt vào ngày 7 tháng 12 năm 1941, khi Hải quân Đế quốc Nhật Bản bất ngờ tấn công Trân Châu Cảng. Hull đang neo đậu cặp theo chiếc tàu tiếp liệu khu trục Dobbin để sửa chữa, và đã đưa dàn hỏa lực phòng không vào hoạt động. Do mục tiêu chính của cuộc tấn công là các thiết giáp hạm trong khi các tàu sân bay vắng mặt, chiếc tàu khu trục không bị đánh trúng, và vào ngày hôm sau đã gặp gỡ tàu sân bay USS Enterprise (CV-6) để hộ tống nó đi vào Trân Châu Cảng. Trong những tháng tiếp theo, nó hoạt động cùng Lực lượng Đặc nhiệm 11 dưới quyền Đô đốc Wilson Brown, hộ tống cho tàu sân bay USS Lexington (CV-2) trong những cuộc tấn công cần thiết xuống các căn cứ của quân Nhật tại quần đảo Solomon. Nó quay trở về Trân Châu Cảng vào ngày 26 tháng 3, và trong ba tháng tiếp theo làm nhiệm vụ hộ tống vận tải đi lại giữa San Francisco, California và Trân Châu Cảng.
Hull lên đường đi Suyu thuộc quần đảo Fiji vào ngày 7 tháng 6 nhằm chuẩn bị cho việc chiếm đóng Guadalcanal. Nó khởi hành đi Solomon vào ngày 26 tháng 7, và vào chính ngày đổ bộ 7 tháng 8 năm 1942 đã hộ tống cho các tàu tuần dương trong quá trình bắn phá bờ biển, rồi chiếm lấy vị trí bảo vệ chống tàu ngầm cho các tàu đổ bộ. Ngày hôm sau, nó giúp đánh trả các cuộc ném bom, bắn rơi nhiều máy bay đối phương. Chiều tối hôm đó, Hull buộc phải đánh đắm chiếc tàu vận chuyển George F. Elliott khi chiếc này bốc cháy không thể kiểm soát. Vào ngày 9 tháng 8, nó đánh chìm một tàu buồm nhỏ ngoài khơi Guadalcanal, rồi khởi hành vào chiều tối hôm đó để đi Espiritu Santo. Trong những tuần lễ khó khăn tiếp theo tại Guadalcanal, nó thực hiện ba chuyến đi cùng các tàu vận tải và tàu chiến khác để hỗ trợ binh lính đồn trú, bị đối phương không kích hai lần vào các ngày 9 và 14 tháng 9.
Hull quay trở về Trân Châu Cảng vào ngày 20 tháng 10, và trải qua thời gian còn lại của năm cùng thiết giáp hạm USS Colorado (BB-45) tại New Hebrides. Nó khởi hành từ Trân Châu Cảng vào ngày 29 tháng 1 năm 1943 để sửa chữa, đi đến San Francisco vào ngày 7 tháng 2; và sau khi hoàn tất nó lên đường đi quần đảo Aleut, đi đến Adak, Alaska vào ngày 16 tháng 4 để bắt đầu một loạt các cuộc cơ động huấn luyện cùng thiết giáp hạm và tàu tuần dương tại vùng biển phía Bắc. Khi hải quân bắt đầu các hoạt động nhằm tái chiếm Attu vào tháng 5, chiếc tàu khu trục làm nhiệm vụ tuần tra, và trong tháng 7 và đầu tháng 8 đã tham gia nhiều hoạt động bắn phá đảo Kiska. Con tàu cũng tham gia cuộc đổ bộ lên Kiska vào ngày 15 tháng 8, chỉ để phát hiện quân Nhật đã bí mật triệt thoái khỏi đảo này.
Hull quay trở lại khu vực trung tâm Thái Bình Dương, về đến Trân Châu Cảng vào ngày 26 tháng 9 năm 1943, rồi khởi hành cùng hạm đội ba ngày sau đó để tấn công đảo Wake, và hoạt động cùng các tàu sân bay hộ tống trong các đòn tấn công nghi binh phân tán sự chú ý của quân Nhật khỏi mục tiêu chính là quần đảo Gilbert. Chiếc tàu khu trục đã bắn phá Makin trong cuộc tấn công vào ngày 20 tháng 11, và khi chiến dịch diễn tiến thuận lợi, nó cùng một đoàn tàu vận tải quay về Trân Châu Cảng vào ngày 7 tháng 12. Từ đây nó quay về vùng bờ Tây, đi đến Oakland, California vào ngày 21 tháng 12 để thực hành đổ bộ. Nó khởi hành cùng Lực lượng Đặc nhiệm 53 từ San Diego vào ngày 13 tháng 1 năm 1944 cho mục tiêu tiếp theo tại quần đảo Marshall, đi đến ngoài khơi Kwajalein vào ngày 31 tháng 1. Nó bảo vệ các tàu vận chuyển tại khu vực dự bị, và cho đến tháng 2 đã làm nhiệm vụ tuần tra và hộ tống ngoài khơi Eniwetok và Majuro. Gia nhập cùng một lực lượng thiết giáp hạm và tàu sân bay, nó đi đến đảo san hô Mille vào ngày 18 tháng 3 tham gia một cuộc bắn phá, rồi tiếp tục bắn phá Wotje vào ngày 22 tháng 3.
Hull sau đó tham gia cuộc bắn phá Truk từ ngày 29 đến ngày 30 tháng 4, rồi sau đó đi đến Majuro vào ngày 4 tháng 5. Tại đây nó gia nhập cùng các thiết giáp hạm của Đô đốc Lee cho chiến dịch tấn công tiếp theo xuống quần đảo Mariana. Chiếc tàu khu trục bắn phá Saipan vào ngày 13 tháng 6, hỗ trợ các hoạt động quát mìn bằng hải pháo, và tuần tra cho đến khi diễn ra cuộc đổ bộ ban đầu vào ngày 15 tháng 6. Hai ngày sau, Hull cùng các tàu chiến khác lên đường để gia nhập lực lượng đặc nhiệm tàu sân bay của Đô đốc Marc Mitscher. Hai hạm đội đối nghịch đã tiếp cận nhau vào ngày 19 tháng 6 cho cuộc đối đầu tàu sân bay lớn nhất trong chiến tranh, khi diễn ra bốn đợt không kích lớn của máy bay Nhật nhắm vào hạm đội Hoa Kỳ. Dưới sự hỗ trợ của các tàu ngầm Hoa Kỳ, Mitscher thành công trong việc đánh chìm hai tàu sân bay hạm đội đối phương cũng như gây thiệt hại lớn cho lực lượng không quân tàu sân bay đối phương trong Trận chiến biển Philippine, vốn còn mang biệt danh "Cuộc săn vịt trời Mariana vĩ đại", có phần đóng góp của Hull trong đó.
Trong tháng 7, Hull hoạt động cùng các đội tàu sân bay ngoài khơi Guam, và sau cuộc đổ bộ vào ngày 21 tháng 7, nó tuần tra ngoài khơi hòn đảo. Đến tháng 8, nó quay trở về Seattle, Washington, đến nơi vào ngày 25 tháng 8, và được sửa chữa tại đây cho đến ngày 23 tháng 10, khi nó thả neo tại Trân Châu Cảng. Chiếc tàu khu trục gia nhập một đội tiếp nhiên liệu của Đệ Tam hạm đội, khởi hành vào ngày 20 tháng 11 năm 1944 để gặp gỡ lực lượng đặc nhiệm tàu sân bay nhanh trong vùng biển Philippine.
Hoạt động tiếp nhiên liệu cho các tàu sân bay được bắt đầu từ ngày 17 tháng 12, nhưng hoàn cảnh biển động mạnh buộc phải hủy bỏ hoạt động vào cuối ngày hôm đó. Đội tiếp nhiên liệu bị mắc kẹt vào trong cơn bão Cobra vào ngày hôm sau khi các khí áp kế hạ rất thấp và gió đạt vận tốc 90 hải lý trên giờ (170 km/h). Sau khi Hull được lệnh chuyển sang hướng 140°, vận tốc gió tăng lên trên 100 hải lý trên giờ (190 km/h). Đến khoảng 11 giờ 00 ngày 18 tháng 12, chiếc tàu khu trục mắc kẹt giữa "bức tường sắt", những cơn sóng cao như núi. Không có khả năng bẻ lái với gió từ phía Bắc bên mạn trái, chòng chành giữa 80 và 100 độ, những chiếc xuồng và mìn sâu của nó bị cuốn xuống biển. Khi độ nghiêng tăng lên 70 độ, nó bị gió biển ghìm xuống nước trong khi nước tràn vào buồng lái và đổ xuống qua các ống khói.
Mọi người luống cuống làm việc để giữ cho con tàu nguyên vẹn và nổi được trong khi bị lật nghiêng nặng, nhưng cuối cùng, theo lời Hạm trưởng: "Con tàu nghiêng đến hay hơn nữa; nước tràn vào cấu trúc thượng tầng. Tôi cố bám vào mạn trái của cầu tàu cho đến khi nước tràn qua người tôi, và tôi rơi xuống nước khi con tàu lật úp." Một phát hiện sau này cho thấy một thùng dằn chứa nước biển có thể giúp con tàu phục hồi lại từ độ lật nghiêng 70°.
Các hoạt động cứu hộ do tàu khu trục USS Tabberer (DE-418) và các tàu khác tiến hành những ngày tiếp theo đã cứu giúp tính mạng của 7 sĩ quan và 55 thủy thủ. Được báo cáo sau đó, vào một lúc trước khi con tàu bị khóa trong những "bức tường sắt", các sĩ quan đã tranh luận với có nên loại bỏ Hạm trưởng để có thể xoay con tàu sang một hướng an toàn hơn, nhưng Sĩ quan Cao cấp (Hạm phó) đã từ chối làm như vậy vì chưa bao giờ có việc binh biến trên một tàu chiến Hải quân Hoa Kỳ. Sự kiện này đã đem lại ý tưởng cho tiểu thuyết gia Herman Wouk trong cao trào của cuốn truyện The Caine Mutiny, theo đó hạm trưởng bị cách chức bởi các sĩ quan của ông trong quá trình cơn bão Cobra. Vị Sĩ quan Cao cấp, người tử nạn cùng con tàu, là cha của nhà báo nhạc Rock Greil Marcus.

## Phần thưởng
Hull được tặng thưởng mười Ngôi sao Chiến trận do thành tích phục vụ trong Chiến tranh Thế giới thứ hai.